# Логографическое письмо
Логогра́мма, или логогра́ф (иероглиф), — графема, обозначающая слово или морфему. Противопоставлена фонограмме, которая может выражаться фонемой или сочетанием нескольких фонем, и детерминативом, который определяет грамматические категории.
Логограммы также известны как «идеограммы» или «иероглифы». Строго говоря, идеограмма представляет собой некую идею, а не слово или морфему. Ни одна из логограмматических систем, описанных в данной статье, не будет по-настоящему идеографической.
Логограммы состоят из различно расположенных зримых составляющих, в отличие от алфавитных письменностей, использующих сегментные фонемы. Таким образом легче узнать или запомнить звуковою форму слов, написанных на алфавите, а в случае с идеографами — легче запомнить или догадаться о значении слов. Ещё одной отличительной чертой логограмм является то, что одна логограмма может использоваться множеством языков для обозначения слов со схожими значениями. Хотя различные языки могут использовать одинаковые или схожие алфавиты, абугиды, слоговые азбуки и т. п., степень одинаковости представления слов с разностью произношений гораздо более ограничена.

## Логограмматические системы

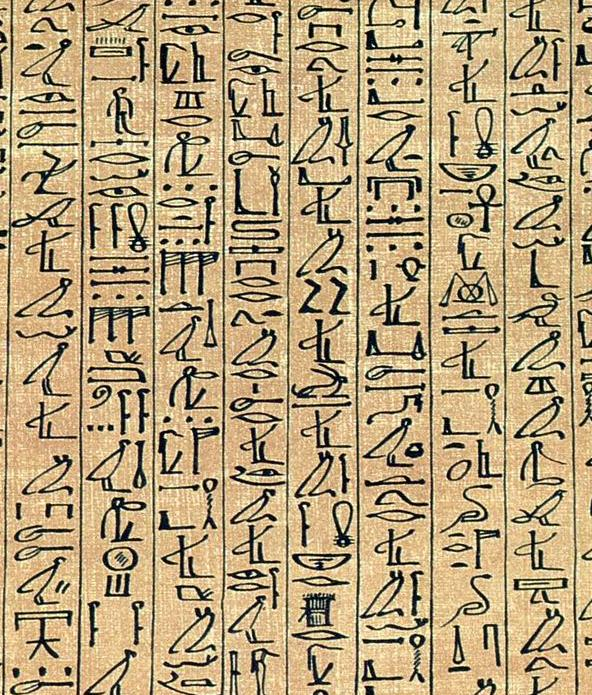
Египетские иероглифы, логограммы по происхождению

Логограмматическая система, или логография, считается наиболее ранней действительной письменной системой. Множество первых цивилизаций в Индии, Китае, Центральной Америке и на Ближнем Востоке использовало логограмматическое письмо.
Тем не менее не известно ни одной чисто логограмматической письменности, так как её использование было бы неудобным. Вместо этого все использовали принцип ребуса, чтобы увеличить фонетический диапазон письма. Термин «логосиллабическое письмо» часто употребляется для заострения внимания на частично фонетической природе этой письменности, хотя касательно иероглифов его использование будет некорректным. В китайском языке происходило дополнительное слияние подобных фонетических элементов с детерминативами. Такие фонетические образования составляли основную часть письменности.
Логограмматическое письмо включает в себя:
- Логоконсонантное письмо:
  - Египетское письмо (иероглифическое, иератическое и демотическое) — египетский язык
- Логосиллабическое письмо:
  - Анатолийские иероглифы — лувийский язык
  - Клинопись — шумерский, аккадский; эламский, хетский и хаттский, хурритский, урартский языки
  - Письменность донгба — язык наси
  - Тангутская письменность — тангутский язык
  - Иероглифы майя — язык чорти, юкатекский и другие классические языки майя
  - Письмо и — различные языки и
  - Китайское письмо — китайский, японский, корейский, вьетнамский языки
  - Производные от китайского письма:
    - Тьы-ном (Chữ nôm) — вьетнамский
    - Письменность Гэба — язык наси
    - Чжурчжэньское письмо — чжурчжэньский язык
    - Большое киданьское письмо — киданьский язык
    - Чжуанское письмо — чжуанский язык

Ни одна из вышеперечисленных систем не являлась правильной. Это можно доказать примером китайского языка. Несмотря на то, что большинство китайских иероглифов представляет собой морфемы, существуют исключения, когда взаимно однозначное соответствие между морфемой и слогом сводится к нулю. Около 10 % морфем в классическом китайском языке являются двусложными. На письме они обозначаются двумя иероглифами, а не одним. Например, китайское слово 蜘蛛 zhīzhū («паук») создано путём слияния 知朱 zhīzhū (досл.: «знать киноварь») с детерминативом 虫 , обозначающим насекомое. Ни 蜘, ни 蛛 не встречаются по отдельности, кроме случаев, когда они используются вместо 蜘蛛 в поэзии. Кроме того, в древнекитайском были двухморфемные односложные слова и их изображали одним иероглифом. Например, иероглиф 王 транскрибируется и как wáng («король»), и как wàng («править»). Последнее, очевидно, произошло от первого слова с суффиксом — *hjwang-s — который сохраняется в современном слове с нисходящим тоном. Тем не менее в современном путунхуа двухморфемные слоги пишутся в два иероглифа: 花儿 huār («цветочек»).
Логограммы используются в современной стенографии при написании общеизвестных слов. Также числительные и математические символы, используемые в алфавитных системах, являются логограммами — 1 один, 2 два, + плюс, = равно, и т. д. В английском языке знак & употребляется вместо and или et (&c как замена et cetera), % вместо процент, $ — доллар, € — евро и т. д.

## Идеографические и фонетические величины

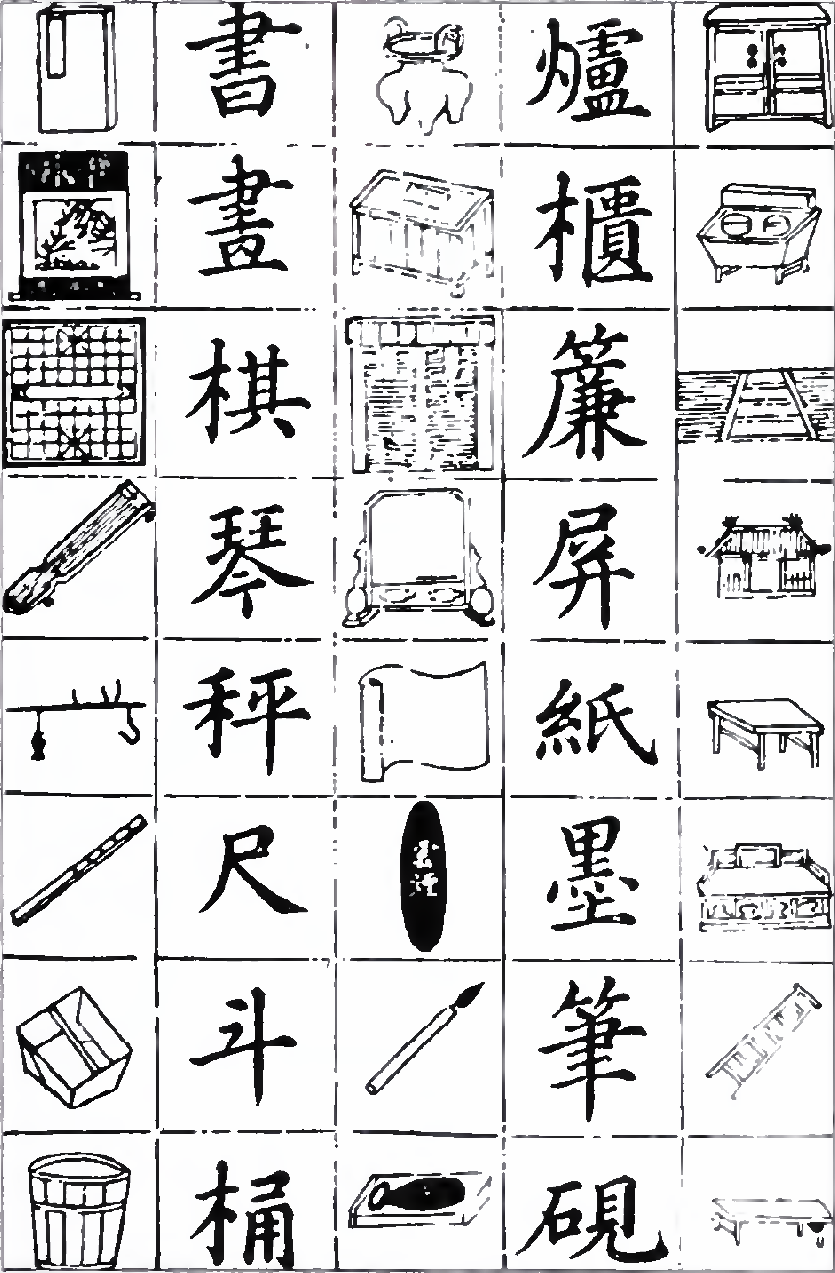
Отрывок из первых 1436 китайских иероглифов

Все полностью логограмматические системы имеют фонетическую величину (например, «a» в логограмме @ at). Бывают случаи, как в аккадской клинописи, когда подавляющее большинство иероглифов используется не в логограмматическом смысле, а для выражения звукового значения. 
Многие логограмматические системы имеют идеографический компонент, называемый «детерминативом», как в случае с египетским языком или «радикалами» в китайском. Типичное употребление в египетском заключается в приращении логограммы, которая может представлять собой несколько слов с разными произношениями, с детерминативом для сужения значения, и фонетическим компонентом для уточнения произношения. В китайском языке большинство иероглифов является фиксированными сочетаниями радикала, который указывает на семантическую категорию слова, и фонетического компонента в качестве уточнителя произношения.
Письменность майя использовала логограммы с фонетическими осложнителями, как и в египетском языке, хотя в ней отсутствовали идеографические компоненты.